# 3 Heures de l'Hungaroring 2013
Navigation
Édition suivante
Les 3 Heures de l'Hungaroring 2013, disputées le 20 juillet 2013 sur l'Hungaroring dans le cadre des World Series by Renault, sont la première édition de cette course et la quatrième manche de l'European Le Mans Series 2013.

## Course

### Classement de la course
Voici le classement provisoire au terme de la course.
- Les vainqueurs de chaque catégorie sont signalés par un fond jauni.
- Pour la colonne Pneus, il faut passer le curseur au-dessus du modèle pour connaître le manufacturier de pneumatiques.

| Pos  | Classe | no | Écurie                   | Pilotes                                                | Châssis                       | Pneus | Tours | Temps       |
| Pos  | Classe | no | Écurie                   | Pilotes                                                | Moteur                        | Pneus | Tours | Temps       |
| ---- | ------ | -- | ------------------------ | ------------------------------------------------------ | ----------------------------- | ----- | ----- | ----------- |
| 1    | LMP2   | 36 | Signatech Alpine         | Pierre Ragues Nelson Panciatici                        | Alpine A450                   | M     | 99    | 3:01'18.622 |
| 1    | LMP2   | 36 | Signatech Alpine         | Pierre Ragues Nelson Panciatici                        | Nissan VK45DE 4,5 L V8 Atmo   | M     | 99    | 3:01'18.622 |
| 2    | LMP2   | 18 | Murphy Prototypes        | Brendon Hartley Jonathan Hirschi                       | Oreca 03                      | D     | 99    | + 38.268    |
| 2    | LMP2   | 18 | Murphy Prototypes        | Brendon Hartley Jonathan Hirschi                       | Nissan VK45DE 4,5 L V8 Atmo   | D     | 99    | + 38.268    |
| 3    | LMP2   | 38 | Jota Sport               | Simon Dolan Oliver Turvey                              | Zytek Z11SN                   | D     | 98    | + 1 tour    |
| 3    | LMP2   | 38 | Jota Sport               | Simon Dolan Oliver Turvey                              | Nissan VK45DE 4,5 L V8 Atmo   | D     | 98    | + 1 tour    |
| 4    | LMP2   | 37 | SMP Racing               | Maurizio Mediani Sergey Zlobin                         | Oreca 03                      | D     | 96    | + 3 tours   |
| 4    | LMP2   | 37 | SMP Racing               | Maurizio Mediani Sergey Zlobin                         | Nissan VK45DE 4,5 L V8 Atmo   | D     | 96    | + 3 tours   |
| 5    | LMP2   | 43 | Morand Racing            | Natacha Gachnang Christian Klien                       | Morgan LMP2                   | D     | 95    | + 4 tours   |
| 5    | LMP2   | 43 | Morand Racing            | Natacha Gachnang Christian Klien                       | Judd HK 3,6 L V8 Atmo         | D     | 95    | + 4 tours   |
| 6    | LMP2   | 1  | Thiriet par TDS Racing   | Pierre Thiriet Mathias Beche                           | Oreca 03                      | D     | 94    | + 5 tours   |
| 6    | LMP2   | 1  | Thiriet par TDS Racing   | Pierre Thiriet Mathias Beche                           | Nissan VK45DE 4,5 L V8 Atmo   | D     | 94    | + 5 tours   |
| 7    | LMGTE  | 77 | Proton Competition       | Christian Ried Klaus Bachler Nick Tandy                | Porsche 911 GT3 RSR           | M     | 93    | + 6 tours   |
| 7    | LMGTE  | 77 | Proton Competition       | Christian Ried Klaus Bachler Nick Tandy                | Porsche 4,0 L Flat-6 Atmo     | M     | 93    | + 6 tours   |
| 8    | LMPC   | 49 | Team Endurance Challenge | Paul-Loup Chatin Gary Hirsch                           | Oreca FLM09                   | M     | 93    | + 6 tours   |
| 8    | LMPC   | 49 | Team Endurance Challenge | Paul-Loup Chatin Gary Hirsch                           | Chevrolet 6,2 L V8 Atmo       | M     | 93    | + 6 tours   |
| 9    | LMGTE  | 52 | Ram Racing               | Johnny Mowlem Matt Griffin                             | Ferrari 458 Italia GT2        | M     | 92    | + 7 tours   |
| 9    | LMGTE  | 52 | Ram Racing               | Johnny Mowlem Matt Griffin                             | Ferrari F142 GT 4,5 L V8 Atmo | M     | 92    | + 7 tours   |
| 10   | LMGTE  | 55 | AF Corse                 | Piergiuseppe Perazzini Marco Cioci Federico Leo        | Ferrari 458 Italia GT2        | M     | 92    | + 7 tours   |
| 10   | LMGTE  | 55 | AF Corse                 | Piergiuseppe Perazzini Marco Cioci Federico Leo        | Ferrari F142 GT 4,5 L V8 Atmo | M     | 92    | + 7 tours   |
| 11   | LMGTE  | 75 | Prospeed Competition     | François Perrodo Emmanuel Collard                      | Porsche 911 GT3 RSR           | M     | 91    | + 8 tours   |
| 11   | LMGTE  | 75 | Prospeed Competition     | François Perrodo Emmanuel Collard                      | Porsche 4,0 L Flat-6 Atmo     | M     | 91    | + 8 tours   |
| 12   | LMGTE  | 67 | IMSA Performance Matmut  | Patrice Milesi Jean-Karl Vernay                        | Porsche 911 GT3 RSR           | M     | 91    | + 8 tours   |
| 12   | LMGTE  | 67 | IMSA Performance Matmut  | Patrice Milesi Jean-Karl Vernay                        | Porsche 4,0 L Flat-6 Atmo     | M     | 91    | + 8 tours   |
| 13   | LMGTE  | 63 | Ram Racing               | Gunnar Jeannette Frankie Montecalvo                    | Ferrari 458 Italia GT2        | M     | 91    | + 8 tours   |
| 13   | LMGTE  | 63 | Ram Racing               | Gunnar Jeannette Frankie Montecalvo                    | Ferrari F142 GT 4,5 L V8 Atmo | M     | 91    | + 8 tours   |
| 14   | GTC    | 69 | SMP Racing               | Fabio Babini Viktor Shaytar Kirill Ladygin             | Ferrari 458 Italia GT3        | M     | 90    | + 9 tours   |
| 14   | GTC    | 69 | SMP Racing               | Fabio Babini Viktor Shaytar Kirill Ladygin             | Ferrari F136 4,5 L V8 Atmo    | M     | 90    | + 9 tours   |
| 15   | GTC    | 72 | SMP Racing               | Devi Markozov Alexander Frolov Luca Persiani (en)      | Ferrari 458 Italia GT3        | M     | 90    | + 9 tours   |
| 15   | GTC    | 72 | SMP Racing               | Devi Markozov Alexander Frolov Luca Persiani (en)      | Ferrari F136 4,5 L V8 Atmo    | M     | 90    | + 9 tours   |
| 16   | LMP2   | 4  | Boutsen Ginion Racing    | Alex Kapadia Khaled Al Mudhaf                          | Oreca 03                      | D     | 90    | + 9 tours   |
| 16   | LMP2   | 4  | Boutsen Ginion Racing    | Alex Kapadia Khaled Al Mudhaf                          | Nissan VK45DE 4,5 L V8 Atmo   | D     | 90    | + 9 tours   |
| 17   | GTC    | 62 | AF Corse                 | Andrea Rizzoli Stefano Gai Lorenzo Casè (pl)           | Ferrari 458 Italia GT3        | M     | 90    | + 9 tours   |
| 17   | GTC    | 62 | AF Corse                 | Andrea Rizzoli Stefano Gai Lorenzo Casè (pl)           | Ferrari F136 4,5 L V8 Atmo    | M     | 90    | + 9 tours   |
| 18   | GTC    | 83 | Easy Race                | Tommaso Rocca Diego Romanini (en) Fabio Mancini        | Ferrari 458 Italia GT3        | M     | 88    | + 11 tours  |
| 18   | GTC    | 83 | Easy Race                | Tommaso Rocca Diego Romanini (en) Fabio Mancini        | Ferrari F136 4,5 L V8 Atmo    | M     | 88    | + 11 tours  |
| 19   | LMPC   | 48 | Team Endurance Challenge | Soheil Ayari Anthony Pons                              | Oreca FLM09                   | M     | 79    | + 20 tours  |
| 19   | LMPC   | 48 | Team Endurance Challenge | Soheil Ayari Anthony Pons                              | Chevrolet 6,2 L V8 Atmo       | M     | 79    | + 20 tours  |
| Abd. | GTC    | 79 | Ecurie Ecosse            | Ollie Millroy Joe Twyman Alasdair McCaig               | BMW Z4 GT3                    | M     | 77    |             |
| Abd. | GTC    | 79 | Ecurie Ecosse            | Ollie Millroy Joe Twyman Alasdair McCaig               | BMW 4,4 L V8 Atmo             | M     | 77    |             |
| Abd. | LMGTE  | 54 | AF Corse                 | Yannick Mollégol Jean-Marc Bachelier (pl) Howard Blank | Ferrari 458 Italia GT2        | M     | 73    |             |
| Abd. | LMGTE  | 54 | AF Corse                 | Yannick Mollégol Jean-Marc Bachelier (pl) Howard Blank | Ferrari F142 GT 4,5 L V8 Atmo | M     | 73    |             |
| Abd. | LMGTE  | 66 | JMW Motorsport           | Andrea Bertolini Joël Camathias                        | Ferrari 458 Italia GT2        | D     | 68    |             |
| Abd. | LMGTE  | 66 | JMW Motorsport           | Andrea Bertolini Joël Camathias                        | Ferrari F142 GT 4,5 L V8 Atmo | D     | 68    |             |
| Abd. | LMPC   | 46 | Algarve Pro Racing Team  | C. O. Jones Nick Catsburg                              | Oreca FLM09                   | M     | 58    |             |
| Abd. | LMPC   | 46 | Algarve Pro Racing Team  | C. O. Jones Nick Catsburg                              | Chevrolet 6,2 L V8 Atmo       | M     | 58    |             |
| Abd. | LMP2   | 34 | Race Performance         | Michel Frey Patric Niederhauser                        | Oreca 03                      | D     | 2     |             |
| Abd. | LMP2   | 34 | Race Performance         | Michel Frey Patric Niederhauser                        | Judd HK 3,6 L V8 Atmo         | D     | 2     |             |
| Np.  | GTC    | 60 | Kox Racing               | Peter Kox Nico Pronk Dennis Retera (en)                | Lamborghi Gallardo LP600 GT3  | M     |       |             |
| Np.  | GTC    | 60 | Kox Racing               | Peter Kox Nico Pronk Dennis Retera (en)                | Lamborghini 5,2 L V10 Atmo    | M     |       |             |

## Pole position et record du tour
- Pole position : Brendon Hartley sur no 18 Murphy Prototypes en 2 min 09 s 301
- Meilleur tour en course : Brendon Hartley sur no 18 Murphy Prototypes en 1 min 37 s 810 au 17e tour.

## Tours en tête
Tours en tête
- #18 Oreca 03 - Murphy Prototypes : 3 tours (1-3)
- #36 Alpine A450 - Signatech Alpine : 96 tours (4-99)

## À noter
- Longueur du circuit : 4,381 km
- Distance parcourue par les vainqueurs : 433,710 km